# Любимівка (Бучанський район)
Люби́мівка — село в Україні, у Дмитрівській сільській територіальній громаді Бучанського району (до 2020 р. у Києво-Святошинському районі) Київської області. Населення становить 598 осіб.

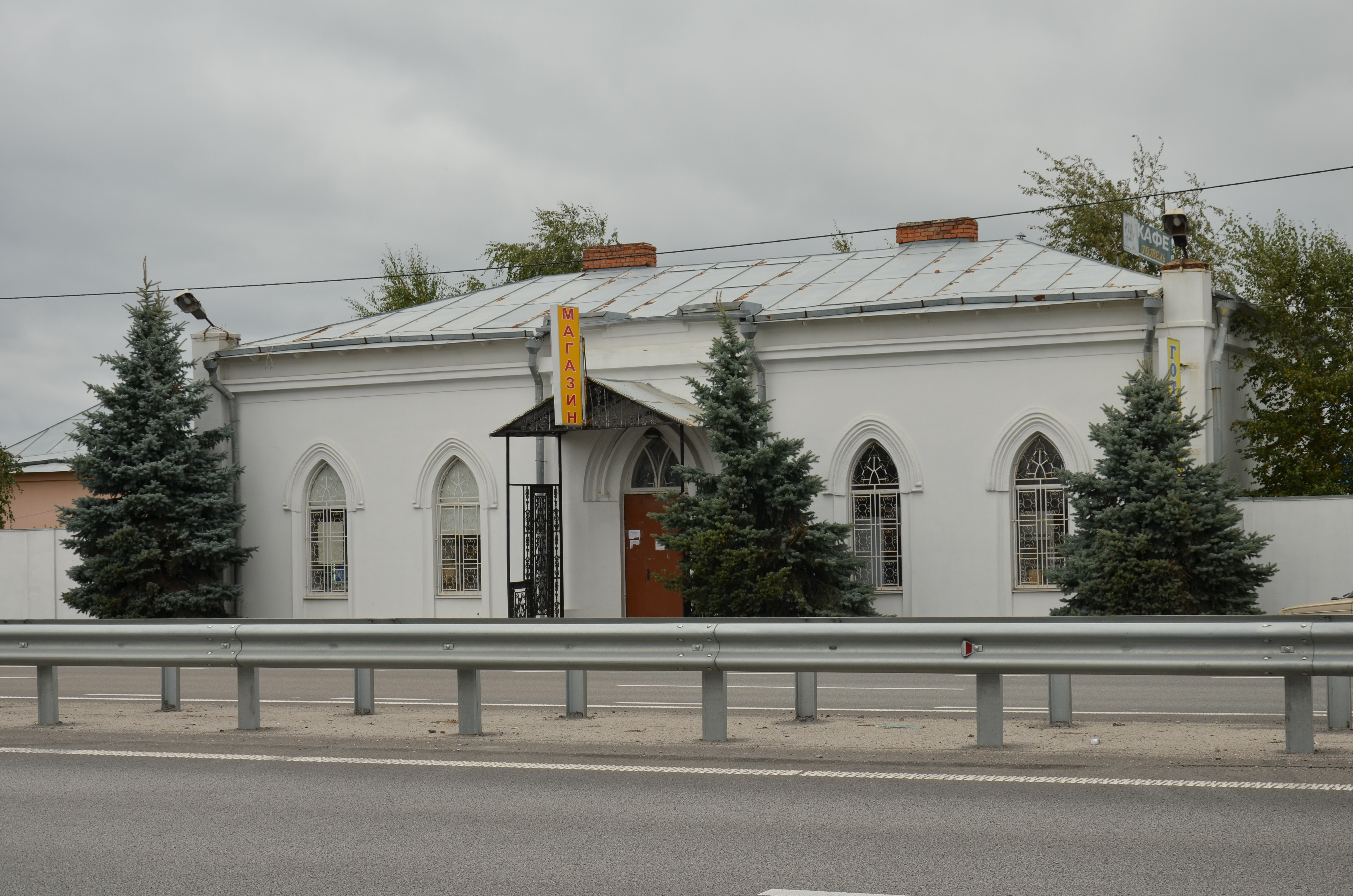
Поштова станція на 32 кілометрі

Любимівка розташована на трасі Київ — Житомир. Біля центру села, на північному боку траси, стоїть комплекс будівель поштової станції 1846 року — пам'ятка архітектури національного значення.

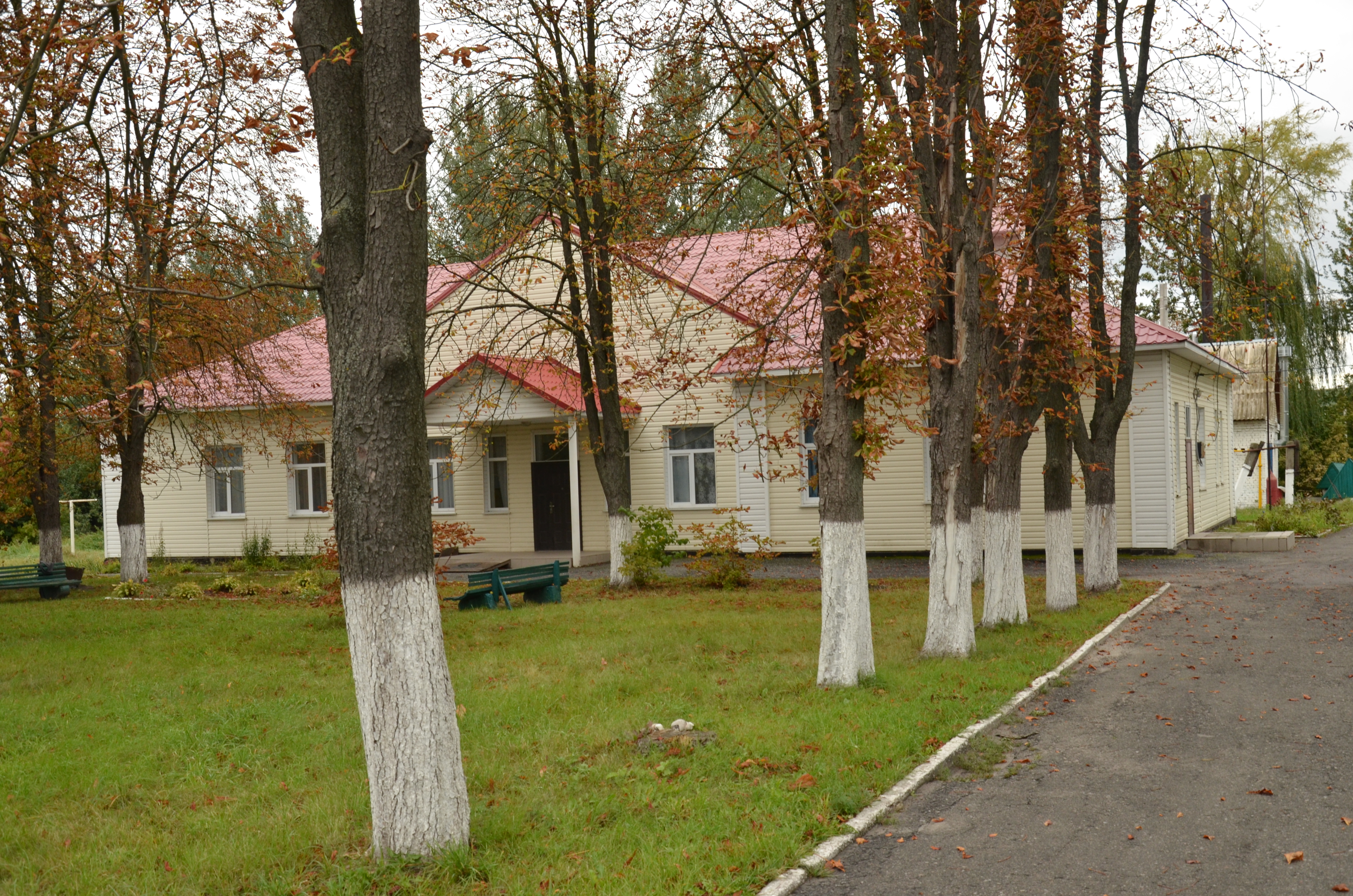
Гурівщинська дільнича лікарня с. Любимівка

В селі за адресою вулиця Київська, 11 розташована Гурівщинська дільнича лікарня.

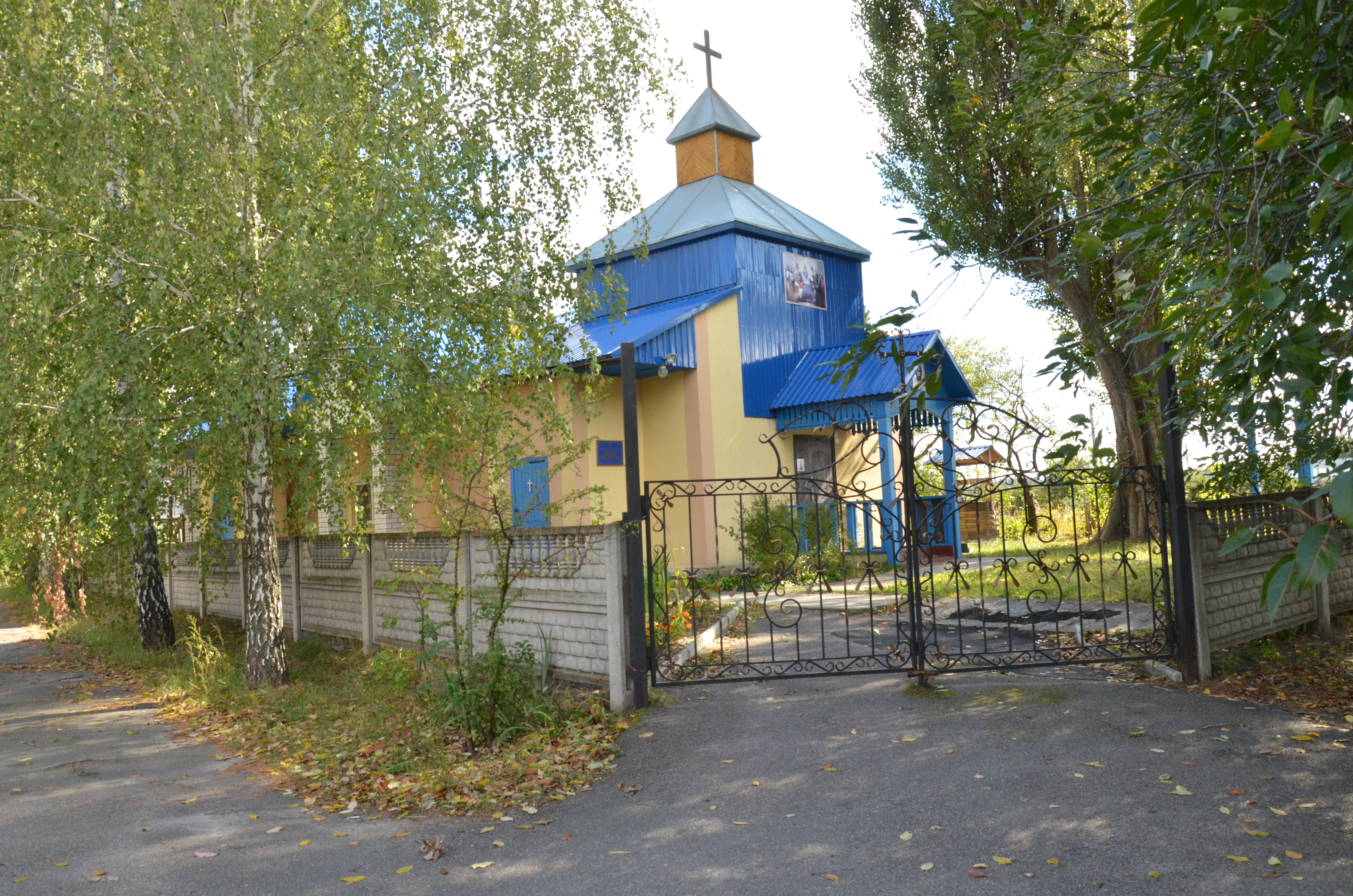
Церква с. Любимівка

Також у селі є церква — Храм Успіння Пресвятої Богородиці УПЦ КП.

## Історія
Цариця Катерина ІІ, ще в 1775 році своїм розпорядженням дворянству були дані особливі права на користування землею. Через 20 років по тому, коли Польща перестала самостійно існувати, а Росія одержала Білорусію, Волинь, Поділля — було розселення поляків, чехів, німців по землях Росії і Русі (України) Київської.
І на нинішній трасі Київ — Львів поселень не було. Були постоялі станційні двори, де міняли коней. Катерина проїжджаючи особисто давала назву цим станціям: 1-ша Катеринівка, 2-га — Любимівка, 3-тя — Калинівка і т. д., звідки й назви сіл. Гурівщину найменували в честь проживаючих там братів Гурових.
У селі «смотрителем» був брат художника Карла Брюллова. Село почали заселяти переселенці з урочища «смолянка» в 1936-1938 роках.
Відоме з XIX століття. Розвитку посприяло те, що через Любимівку пролягло відкрите в 1854 році Києво-Брестське шосе.
Жителі пережили страшні часи, колективізації, розкуркулення, позбавлення землі, майна, висилки в Сибір. 1933 рік — голодомор, 1939- — фінська війна, 1941 рік — Німецько-совєцька війна, з якої не повернулось в села більше тисячі односельчан, та сотні інвалідів без рук і ніг, які повернулись з війни.
На жіночі плечі звалені всі роботи: косити, молотити, дітей ростити. Такі жінки як Олена Белінська косили план  1 год. — 0,20 га. вручну жита скиртували, вручну картоплю копали під лопату.
1945-1947 роки  відбувається підйом сільського господарства.
1960-1970 роки — реорганізація колгоспів в радгоспи.
1990 рік — перебудова.

## Населення

### Мова
Розподіл населення за рідною мовою за даними перепису 2001 року:
| Мова            | Кількість | Відсоток |
| --------------- | --------- | -------- |
| українська      | 560       | 93.65 %  |
| російська       | 36        | 6.02 %   |
| інші/не вказали | 2         | 0.33 %   |
| Усього          | 598       | 100 %    |

## Відомі люди
- Валентина Ільченко — мати-героїня.